# 1907 aux échecs
| Années des échecs : 1904 - 1905 - 1906 - 1907 - 1908 - 1909 - 1910    |
| Décennies des échecs : 1870 - 1880 - 1890 - 1900 - 1910 - 1920 - 1930 |

Cet article présente les faits marquants de l'année 1907 aux échecs.

## Événements majeurs
Le Championnat du monde d'échecs 1907 voit s'affronter Emanuel Lasker et Frank Marshall du 26 janvier au 6 avril 1907 dans plusieurs villes des États-Unis. Le match est largement dominé par Lasker qui remporte le match huit victoires à 0 et sept parties nulles.

## Championnats nationaux
- Canada : Pas de championnat[1].
- Écosse : William Gibson remporte le championnat[2].

- Royaume-Uni de Grande-Bretagne et d'Irlande : Henry Atkins remporte le championnat[3].
- Empire russe : Pas de championnat[4].
- Suisse : Dietrich Duhm, Paul Johner et Karl Kunz remportent le championnat [5].

## Naissances
- Vladimirs Petrovs

## Nécrologie
- 11 mai : George Gossip
- 24 août : Adolf Stern (en)
- 16 octobre : Max Harmonist
- 25 novembre : Adolphe Wahltuch (en)